# Liên kết cộng hóa trị phối trí
Liên kết cộng hóa trị phối trí, còn được gọi là liên kết cộng hóa trị phối hợp, liên kết cộng hóa trị cho–nhận, liên kết phối trí hay liên kết lưỡng cực (tiếng Anh: coordinate covalent bond, dative bond, dipolar bond, hoặc coordinate bond) là một dạng liên kết cộng hóa trị hai tâm, hai electron (2c-2e) (two-center, two-electron covalent bond), trong đó hai electron dùng chung chỉ đến từ một nguyên tử duy nhất. Khi liên kết được tạo thành, độ bền của nó không khác gì so với liên kết cộng hóa trị. Liên kết của các ion kim loại với các phối tử liên quan đến loại tương tác này. Loại tương tác này là trung tâm của lý thuyết acid và base Lewis.
Liên kết cộng hóa trị phối trí thường được tìm thấy trong các phức chất.

## Ví dụ

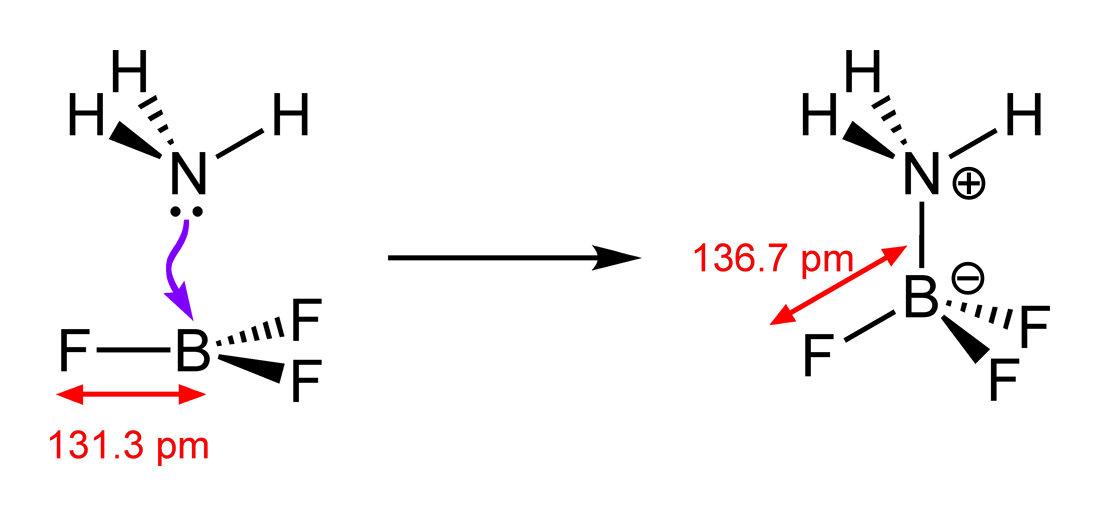
Sự hình thành một adduct của amonia và bor trifluoride, liên quan đến sự hình thành liên kết cộng hóa trị phối trí.

Liên kết cộng hóa trị phối trí khá phổ biến. Trong tất cả các phức chất nước kim loại [M(H2O)n]m+, liên kết giữa nước và cation kim loại được mô tả là liên kết cộng hóa trị phối trí. Tương tác kim loại–phối tử trong hầu hết các hợp chất cơ kim và hầu hết các hợp chất phối trí được mô tả tương tự nhau.
Thuật ngữ liên kết lưỡng cực được sử dụng trong hóa hữu cơ cho các hợp chất như amin oxide mà cấu trúc electron có thể được mô tả dưới dạng amin cơ bản "tặng" hai electron cho nguyên tử oxy.
R
3N → O
Mũi tên → chỉ ra rằng cả hai electron trong liên kết đều bắt nguồn từ moiety amin. Trong một liên kết cộng hóa trị tiêu chuẩn, mỗi nguyên tử đóng góp một electron. Do đó, một cách mô tả khác là amin nhường một electron cho nguyên tử oxy, sau đó, electron này được sử dụng cùng với electron chưa ghép cặp còn lại trên nguyên tử nitơ, để tạo thành liên kết cộng hóa trị tiêu chuẩn. Quá trình chuyển electron từ nitơ sang oxy tạo ra các điện tích hình thức, vì vậy cấu trúc electron cũng có thể được mô tả là:
R
3N+
O−